# Міла
Міла (нім. Mihla) — громада в Німеччині, розташована в землі Тюрингія. Входить до складу району Вартбург. Складова частина об'єднання громад Гайніх-Верраталь.
Площа — 31,58 км2. Населення становить Невірний параметр metadata 16 063 055 ос. (станом на 31 грудня 2021).

## Галерея

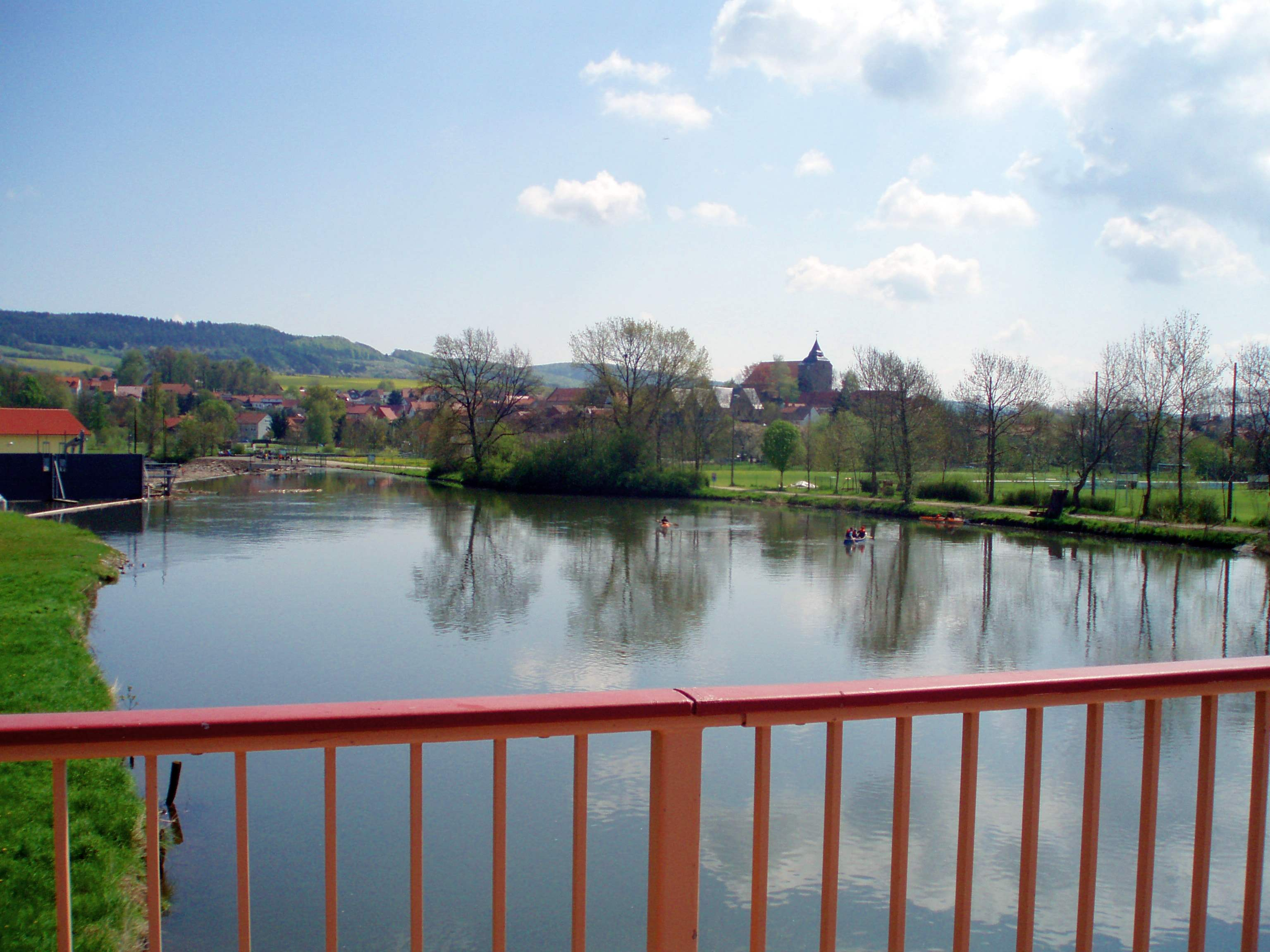
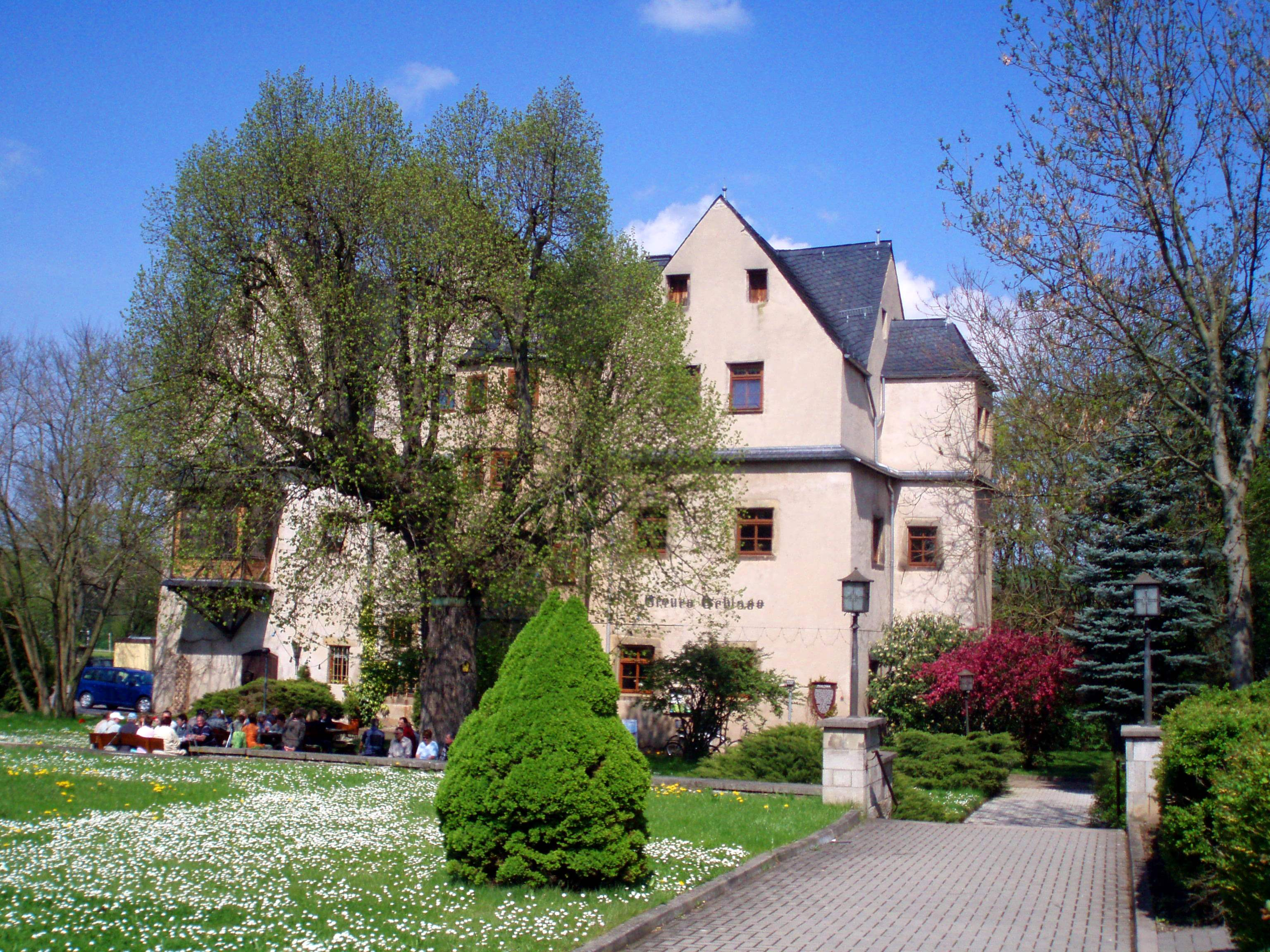
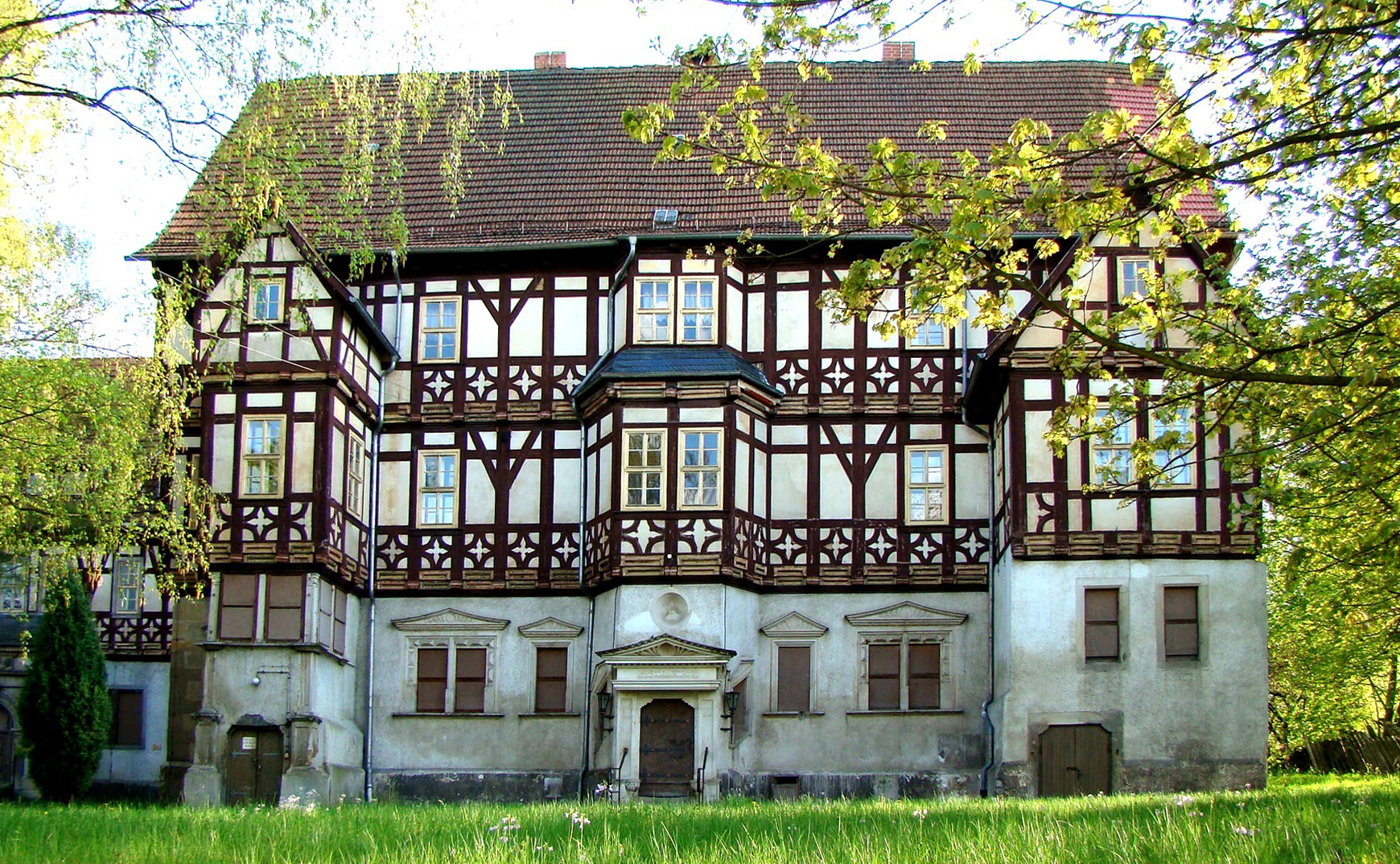
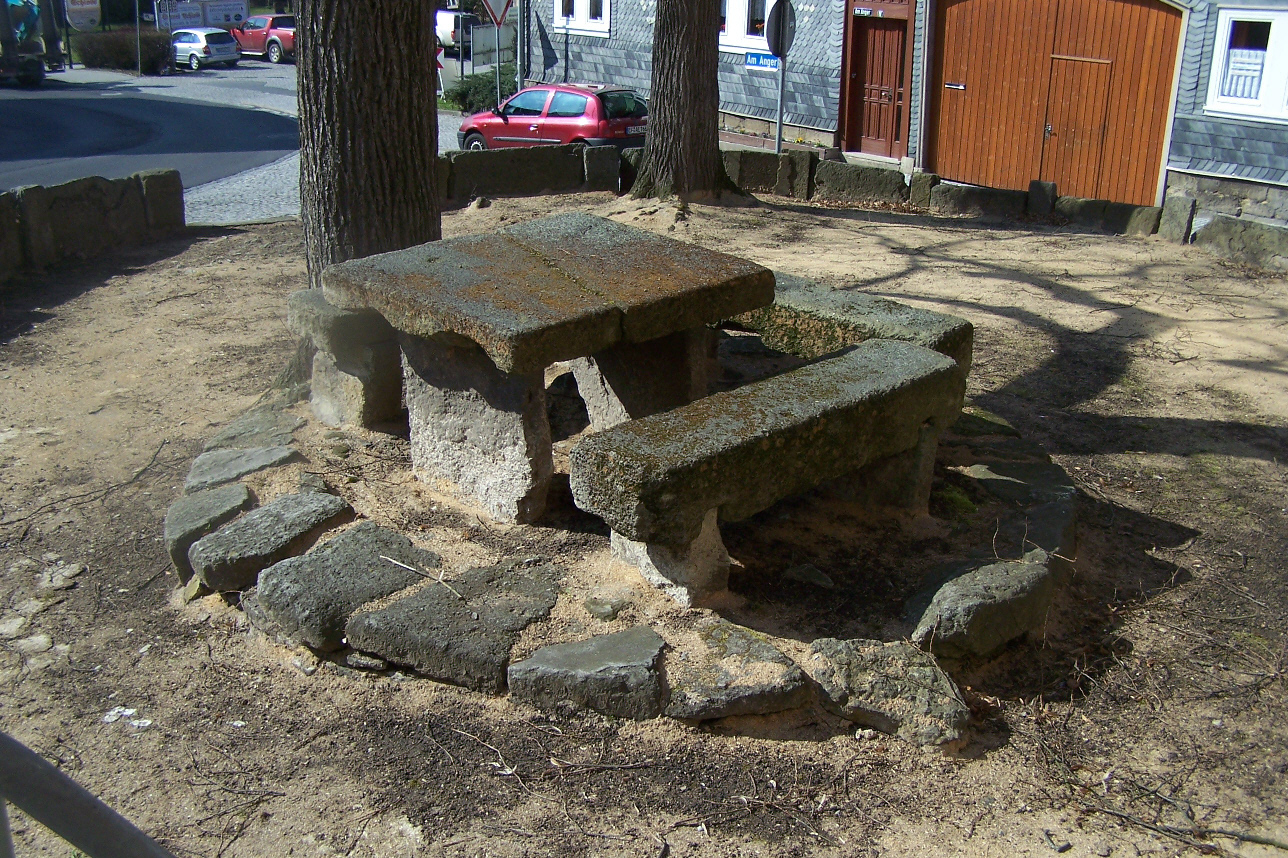
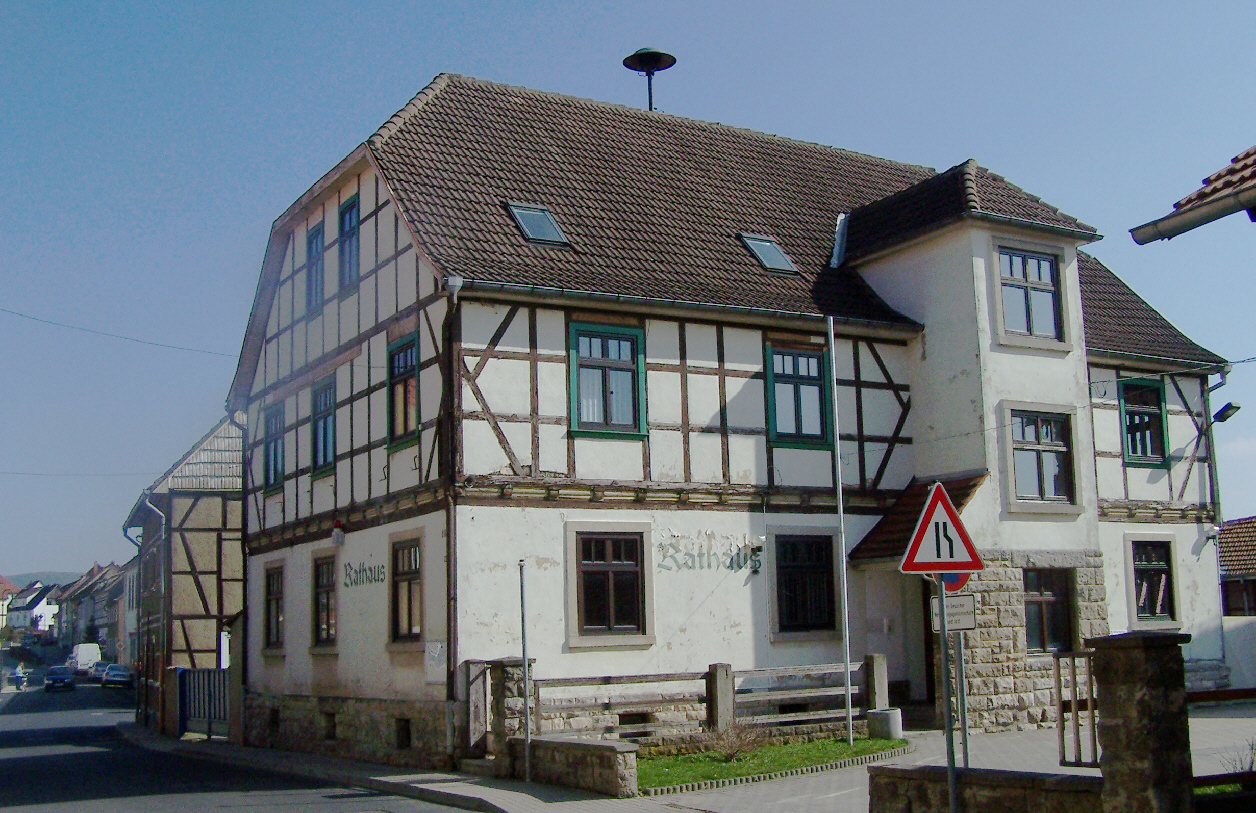
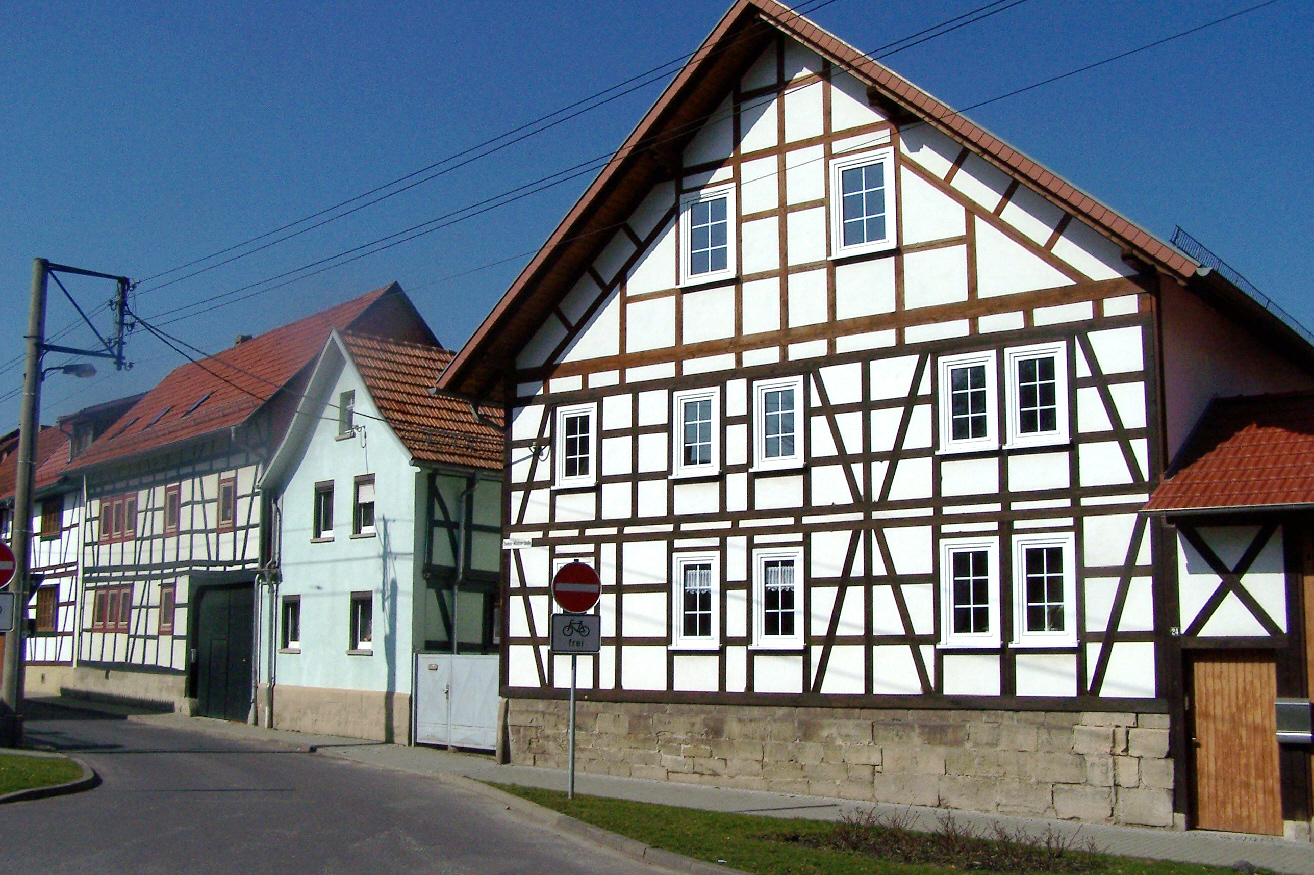